# Mérey-sous-Montrond
Mérey-sous-Montrond – miejscowość i gmina we Francji, w regionie Burgundia-Franche-Comté, w departamencie Doubs.
Według danych na rok 1990 gminę zamieszkiwały 422 osoby, a gęstość zaludnienia wynosiła 39 osób/km² (wśród 1786 gmin Franche-Comté Mérey-sous-Montrond plasuje się na 361. miejscu pod względem liczby ludności, natomiast pod względem powierzchni na miejscu 388.).